# U-134
Unterseeboot 134 foi um submarino alemão do Tipo VIIC, pertencente a Kriegsmarine que atuou durante a Segunda Guerra Mundial.

## Comandantes
| Comandante                 | Data                                          |
| -------------------------- | --------------------------------------------- |
| Rudolf Schendel            | 26 de julho de 1941 - 2 de fevereiro de 1943  |
| Kptlt. Hans-Günther Brosin | 3 de fevereiro de 1943 - 24 de agosto de 1943 |

## Subordinação
Durante o seu tempo de serviço, esteve subordinado às seguintes flotilhas:
| Período                                      | Flotilha                                  |
| -------------------------------------------- | ----------------------------------------- |
| 26 de julho de 1941 - 31 de outubro de 1941  | 5. Unterseebootsflottille (treinamento)   |
| 1 de novembro de 1941 - 24 de agosto de 1943 | 3. Unterseebootsflottille (serviço ativo) |

## Operações conjuntas de ataque
O U-134 participou das seguinte operações de ataque combinado durante a sua carreira:
- Rudeltaktik Ulan (25 de dezembro de 1941 - 19 de janeiro de 1942)
- Rudeltaktik Umbau (4 de fevereiro de 1942 - 16 de fevereiro de 1942)
- Rudeltaktik Endrass (12 de junho de 1942 - 17 de junho de 1942)
- Rudeltaktik Streitaxt (20 de outubro de 1942 - 2 de novembro de 1942)
- Rudeltaktik Stürmer (11 de março de 1943 - 20 de março de 1943)
- Rudeltaktik Seeteufel (21 de março de 1943 - 30 de março de 1943)
- Rudeltaktik Meise (15 de abril de 1943 - 22 de abril de 1943)